# Optus D1
Optus D1 ist ein australischer Kommunikationssatellit.
Auftraggeber für den Bau des Satelliten war die Firma Optus Networks. Über das Ku-Band dient der Satellit für Australien und Neuseeland als Kommunikationssatellit und überträgt Fernsehsignale. Optus D1 ersetzte den Vorgängersatelliten Optus B1, dessen geplante Lebensdauer auslief.
Gebaut wurde der Satellit von der Firma Orbital, er ist der leistungsstärkste, der je von der Firma gebaut wurde. Er trägt 24 Ku-Band-Transponder. Er ist in der Lage, 4,7 Kilowatt an elektrischer Leistung bereitzustellen. Der Satellit hat eine Masse von 2380 Kilogramm, seine geplante Lebensdauer beträgt 15 Jahre.
Der Start des Satelliten fand am 13. Oktober 2006 mit einer Trägerrakete des Typs Ariane 5 statt. Er ist gegenwärtig auf 160.0° Ost stationiert. Auf Grund einer fehlerhaften Konfiguration (falsche Polarisation) eines Transponders zur Versorgung von Neuseeland durch den Hersteller können Übertragungen des Satelliten dort von den meisten Benutzern nicht empfangen werden.
Zur Optus-D-Serie gehören neben dem Satelliten Optus D1 auch Optus D2 und Optus D3, die am 5. Oktober 2007 und am 21. August 2009 gestartet wurden.